# Anna Sofia Lind
Anna Sofia Lind, född 1771, död 20 december 1805 i Ösmo socken, var en svensk ballerina, verksam vid Kungliga Baletten vid Operan i Stockholm. Hon tillhörde den första elevgenerationen av inhemska dansare vid den svenska baletten.   
Lind var koryfé 1788, sekunddansare 1789 och premiärdansare (motsvarande prima ballerina) år 1791. Bland de baletter hon deltog i nämns La Rosére de Salency av Jean-Rémy Marcadet mot Ulrika Åberg, Giovanna Bassi, Antoine Bournonville och Joseph Saint-Fauraux Raimond säsongen 1786-87.          
Lind var gift med kaptenen Gustav Levin; paret hade gift sig efter att ha rymt till Köpenhamn, där vigseln sedan skedde.  